# Richfield (Idaho)
Richfield é uma cidade localizada no estado americano de Idaho, no Condado de Lincoln.

## Demografia
Segundo o censo americano de 2000, a sua população era de 412 habitantes.
Em 2006, foi estimada uma população de 430, um aumento de 18 (4.4%).

## Geografia
De acordo com o United States Census Bureau tem uma área de
1,7 km², dos quais 1,7 km² cobertos por terra e 0,0 km² cobertos por água. Richfield localiza-se a aproximadamente 1310 m acima do nível do mar.

## Localidades na vizinhança
O diagrama seguinte representa as localidades num raio de 48 km ao redor de Richfield.